# 1046 (szám)
Az 1046 (római számmal: MXLVI) az 1045 és 1047 között található természetes szám.

## A szám a matematikában
A tízes számrendszerbeli 1046-os a kettes számrendszerben 10000010110, a nyolcas számrendszerben 2026, a tizenhatos számrendszerben 416 alakban írható fel.
Az 1046 páros szám, összetett szám, félprím. Kanonikus alakja 21 · 5231, normálalakban az 1,046 · 103 szorzattal írható fel. Négy osztója van a természetes számok halmazán, ezek növekvő sorrendben: 1, 2, 523 és 1046.
Az 1046 egyetlen szám valódiosztó-összegeként sem áll elő, ezért érinthetetlen szám.

## Csillagászat
- 1046 Edwin kisbolygó